# Aurai
 (janvier 2025).
Motif : extrapolation de sources primaires

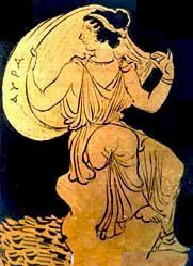
Une aura représentée sur un skyphos lucanien à figures rouges,,.

Dans la mythologie grecque, les Aurai (en grec ancien : Αὖραι / Aûrai) ou Aurae sont des nymphes célestes de la brise rafraîchissante. On ne sait que peu de choses à leur sujet.

## Étymologie
Leur nom vient du grec ancien Αὔρα / Aúra, qui signifie « la brise » ou « le vent ».

## Famille
Leur généalogie varie selon les auteurs. Il est également possible, aurai désignant une sorte de nymphes et non un ensemble d'enfants d'une divinité précise, qu’elles n’aient pas toutes les mêmes parents.
- Elles sont souvent données comme les filles des quatre vents (Anémoi), plus particulièrement de Borée, le vent du nord et de son épouse Orithye[2],[3],[4].
- Selon une autre variante des mythes grecs, les nymphes Aurae seraient les filles d'Éole (dieu des vents) et d'Amphithée.
- Le Titan Océan est également parfois donné comme leur père[5]. Leur mère serait alors Téthys, ces nymphes formant leur propre sous-groupe de filles d'Océan, à l'instar des Néphélées.
- Le Titan Lélantos, père d'Aura, et le Titan Hypérion, père d'Éos, sont les pères d'Aurai spécifiques[pas clair].

## Fonctions
Les Aurai sont la personnification idéale des vents doux.

## Aurai spécifiques
La Titanide Aura était une personnification unique de la brise et de l'air frais du matin. Elle pourrait donc être la leader[Quoi ?] ou du moins la première d'entre elles.[réf. souhaitée]
Dans l'histoire de Céphale, la déesse de l'aube, Éos, est parfois présentée comme une Aura. 

## Représentations
Les artistes de l'Antiquité, en particulier dans les peintures sur vases, les représentaient généralement à cheval sur le dos de cygnes et maniant leurs voiles en forme de voiles[pas clair].